# لوزة (قرية)
قرية لوزة ويُطلق عليها الحي السامري أو السمرة أو الطورهي قرية فلسطينة سامريّة تقع على جبل جرزيم جنوب شرق نابلس في الضفّة الغربية، فلسطين. تُعتبر آخر قرية سامريّة بالكامل، حيث أن حوالي نصف السامريين في العالم يعيشون فيهاوهي تحت السيطرة الفلسطينيّة الإسرائيليّة المشتركةحيث تقع القرية ضمن مناطق ب حسب اتفاق أوسلو.

## التاريخ
كان معظم السامريين يقيمون في نابلس أسفل جبل جرزيم حتى ثمانينات القرن العشرين، انتقلوا بعدها إلى قرية لوزة نتيجة لأعمال عنف حدثت خلال الانتفاضة الأولى. لذلك، فإن كل ما تبقى من المجتمع السامري في نابلس نفسها هو عبارة كنيس مهجور. يحتفظ الجيش الإسرائيلي بوجود له في المنطقة، حيث تجاور القرية مستوطنة هار براخا المُقامة على جزء مُصادر من أراضي جبل جرزيم منذ 1983، كما أقام حاجزًا عسكريًا قرب القرية يُقيّد من حركة الفلسطينيين ولحماية المستوطنين.
كانت قرية لوزة مسكنًا للسامريين، يقع بالقرب من مقدساتهم على قمة جبل جرزيم، أُسست في العصر الفارسي، بعد انفصال السامريين عن اليهودية إثر خلافاتهم مع العائدين من السبي البابلي. في العصر الروماني، ازداد عدد السامريين إلى مليون نسمة، وزادت ثرواتهم، سكنوا السامرة وما حولها، وأسسوا عشرات القرى في الأرض المقدسة فلسطين، منها قرية لوزة المُدرجة في توليدا، وهي سجلات تاريخ السامريين في العصور الوسطى. ظلت لوزة، كغيرها من القرى السامرية، قائمة حتى القرن السابع الميلادي، وأصبح السامريون أقلية ضئيلة، واعتنق معظمهم المسيحية في العصر البيزنطي، ثم اعتنقوا الإسلام بعد الفتح العربي. 
يعتقد  السامريون أن هذه المدينة كانت تقع على جبل جرزيم، وقد ذُكرت باسمها القديم لوز في سفر الوقائع، بينما تُشير الترجمة العربية إلى لوزة، وهذا يُفسر وجود اسم خربة لوزة، الذي يُطلق على أكوام الحجارة المحيطة بموضع التضحية السامرية على جبل جرزيم. الاسم معروف على نطاق واسع، وقد ذكره أيضًا جيروم، اعتقد الصليبيون أن هذا هو بيت إيل حيث نُصب أحد العجول الذهبية.

## المعالم
تضم قرية اللوزة على جبل جرزيم المتحف السامري، والذي يُعد نقطة جذب سياحي تحتضنه مدينة نابلس، فيقصده العديد من السياح من مختلف دول العالموهو المتحف الوحيد للطائفة السامرية وقد أقيم عام 1997.

## صور

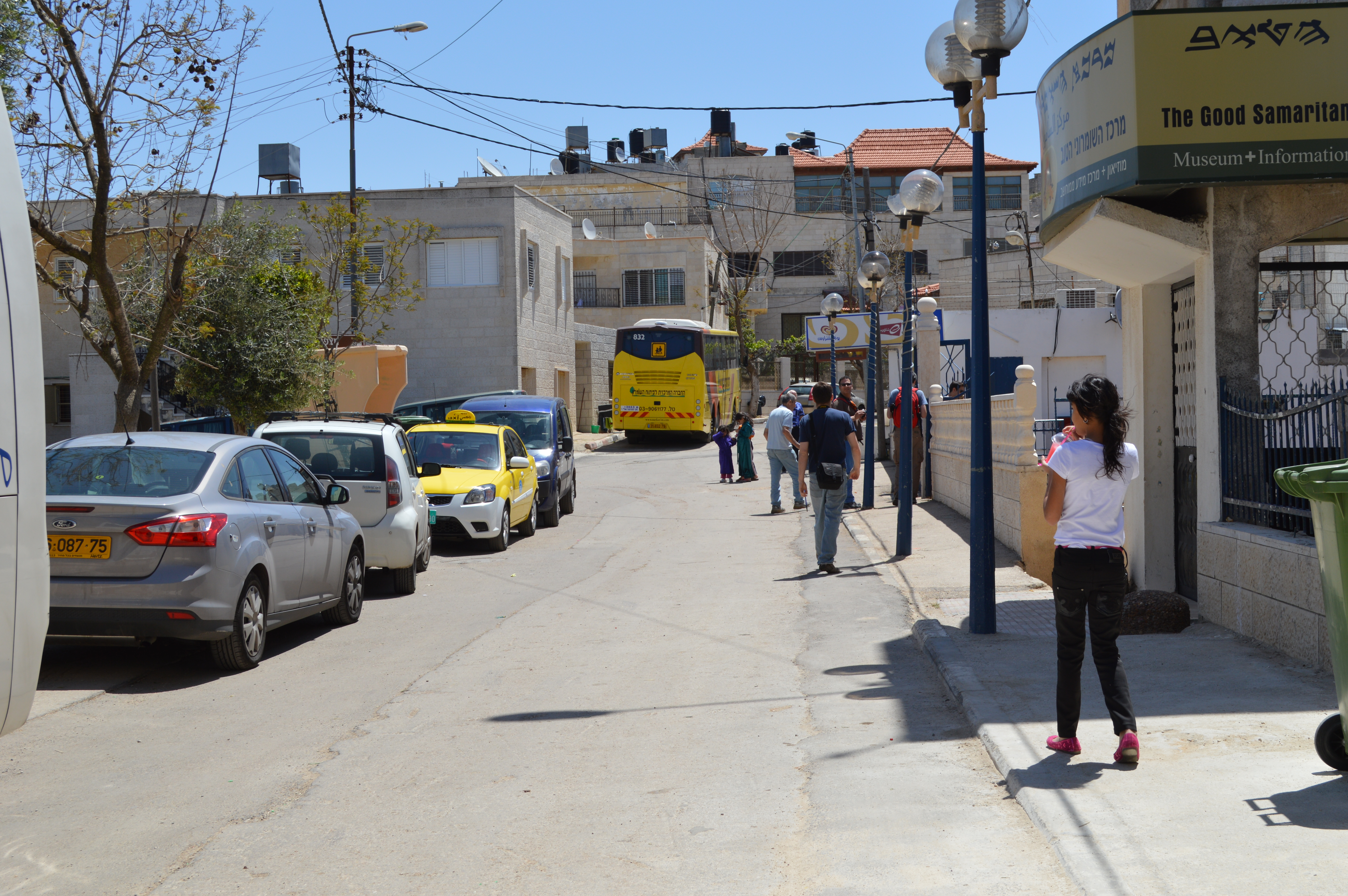
وسط القرية التجاري
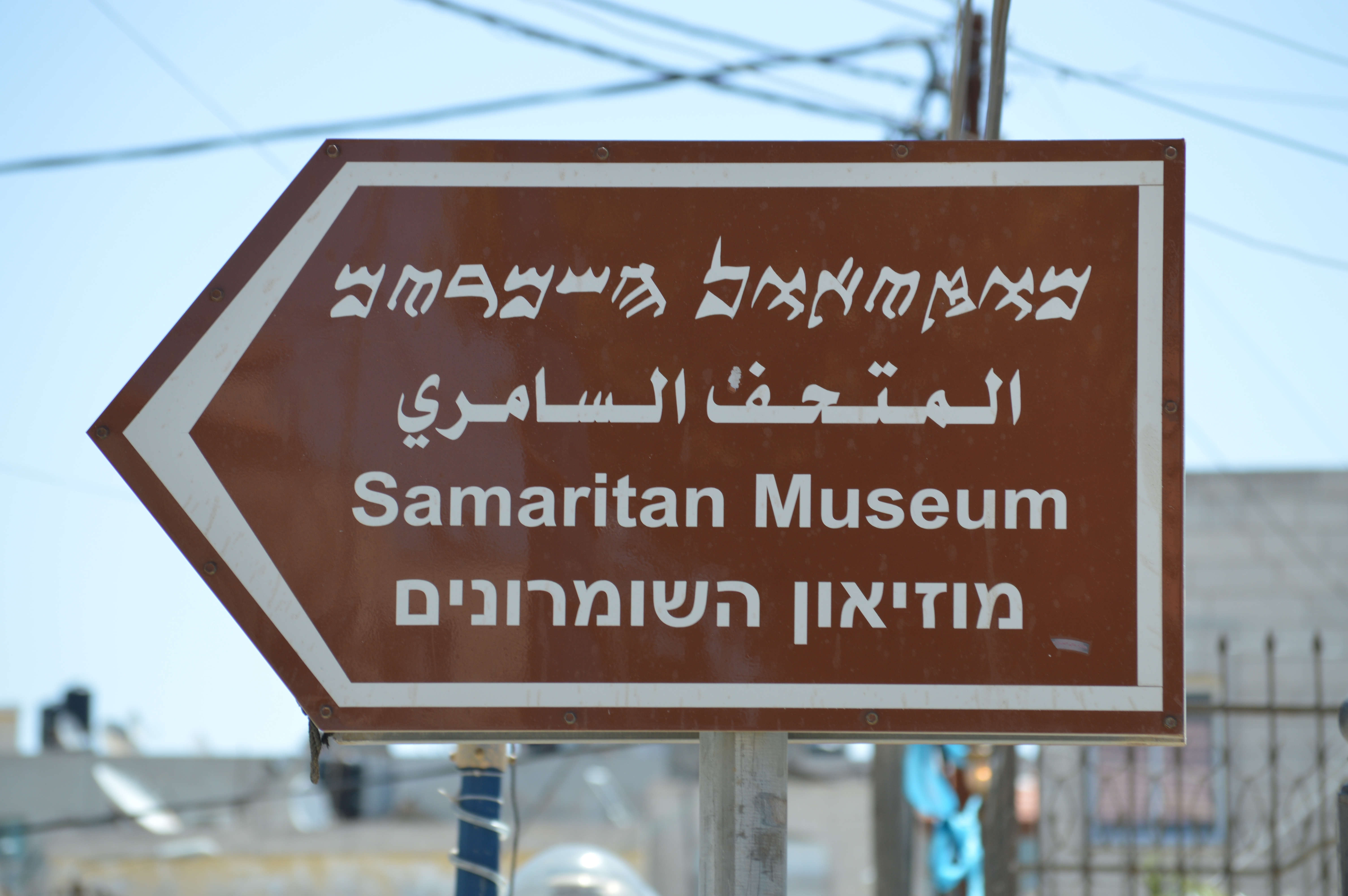
لافتة بالقرية بأربعة لغات
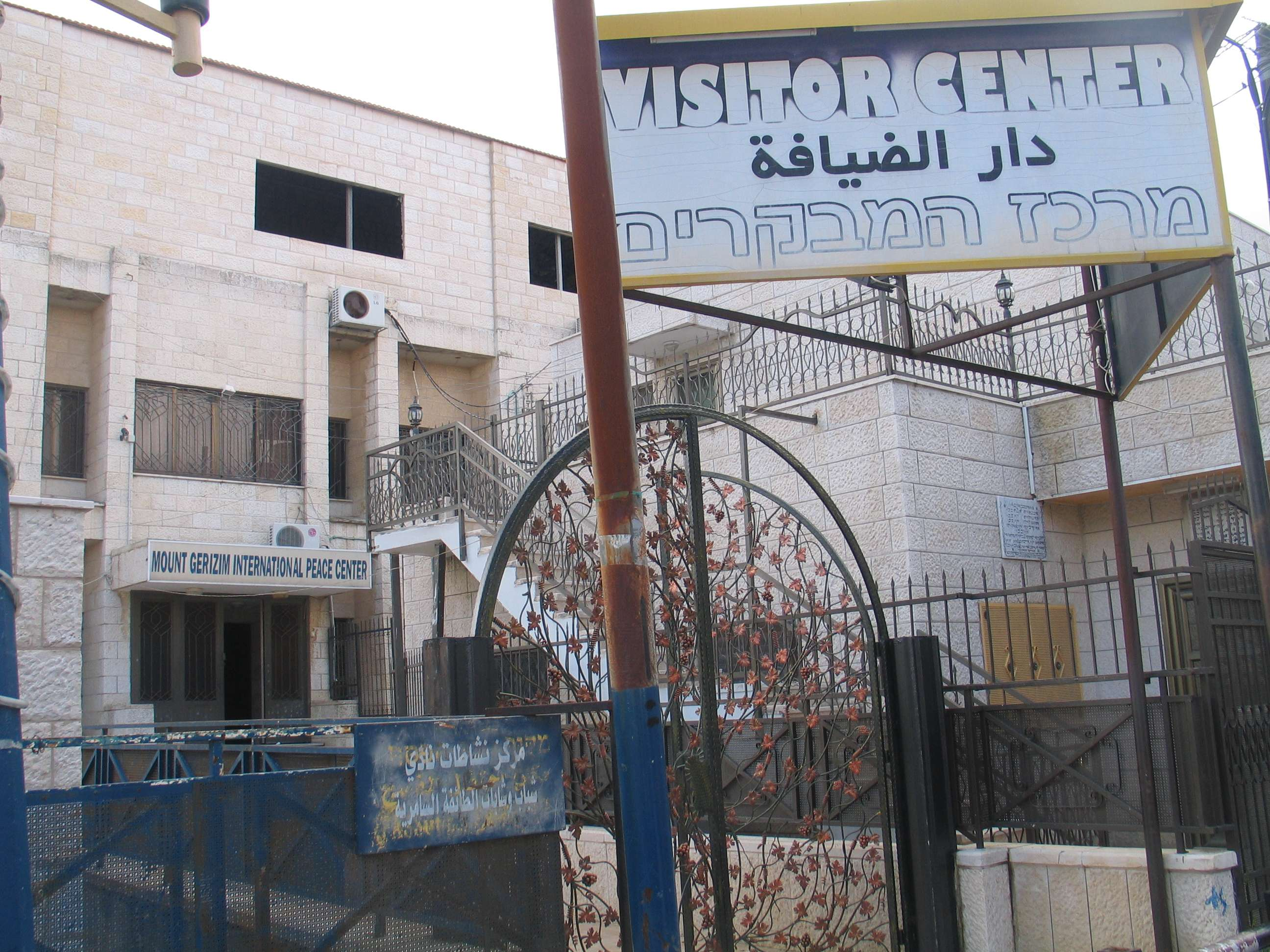
دار الضيافة بالقرية
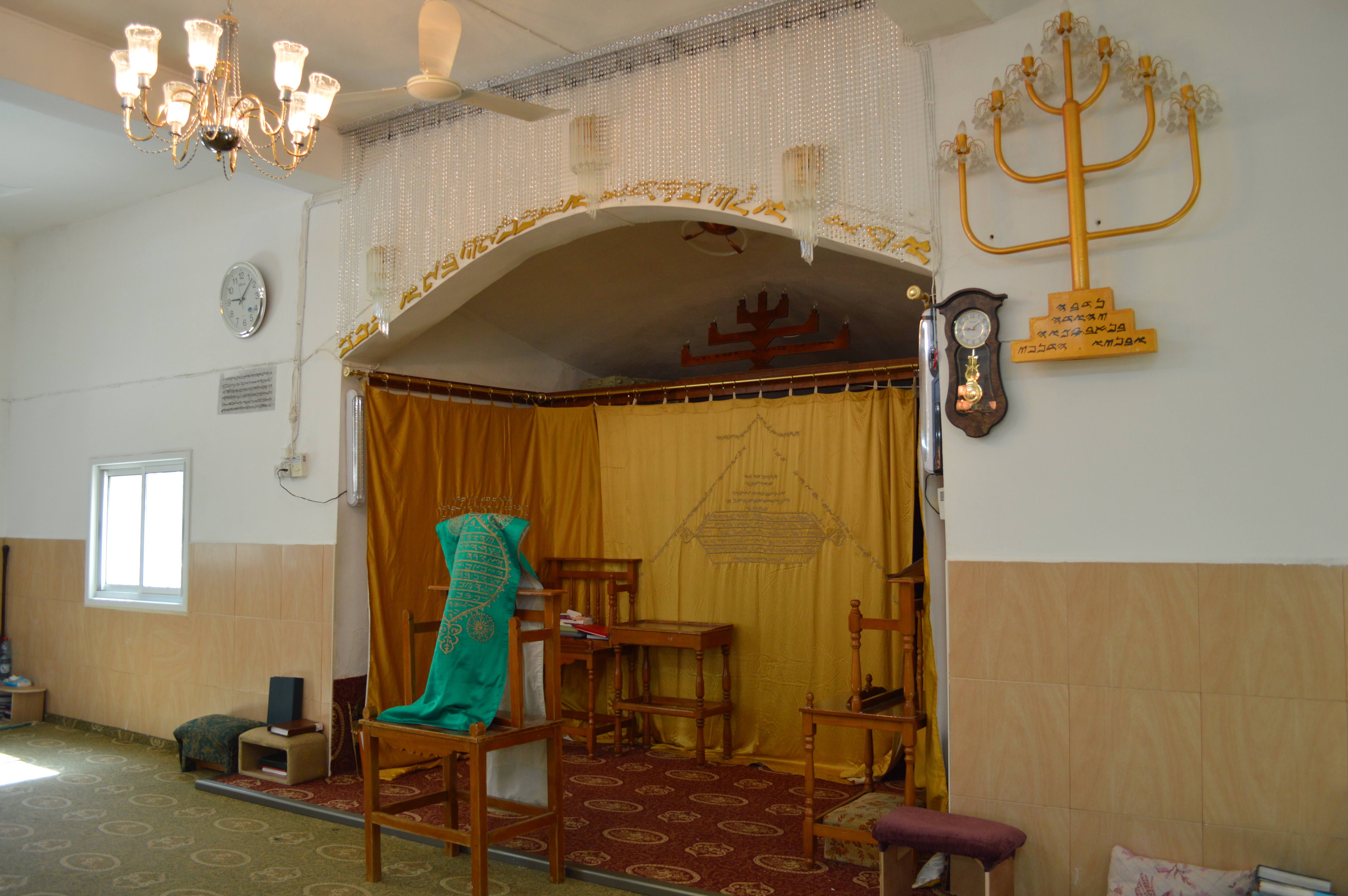
داخل الكنيس السامريّ في القرية
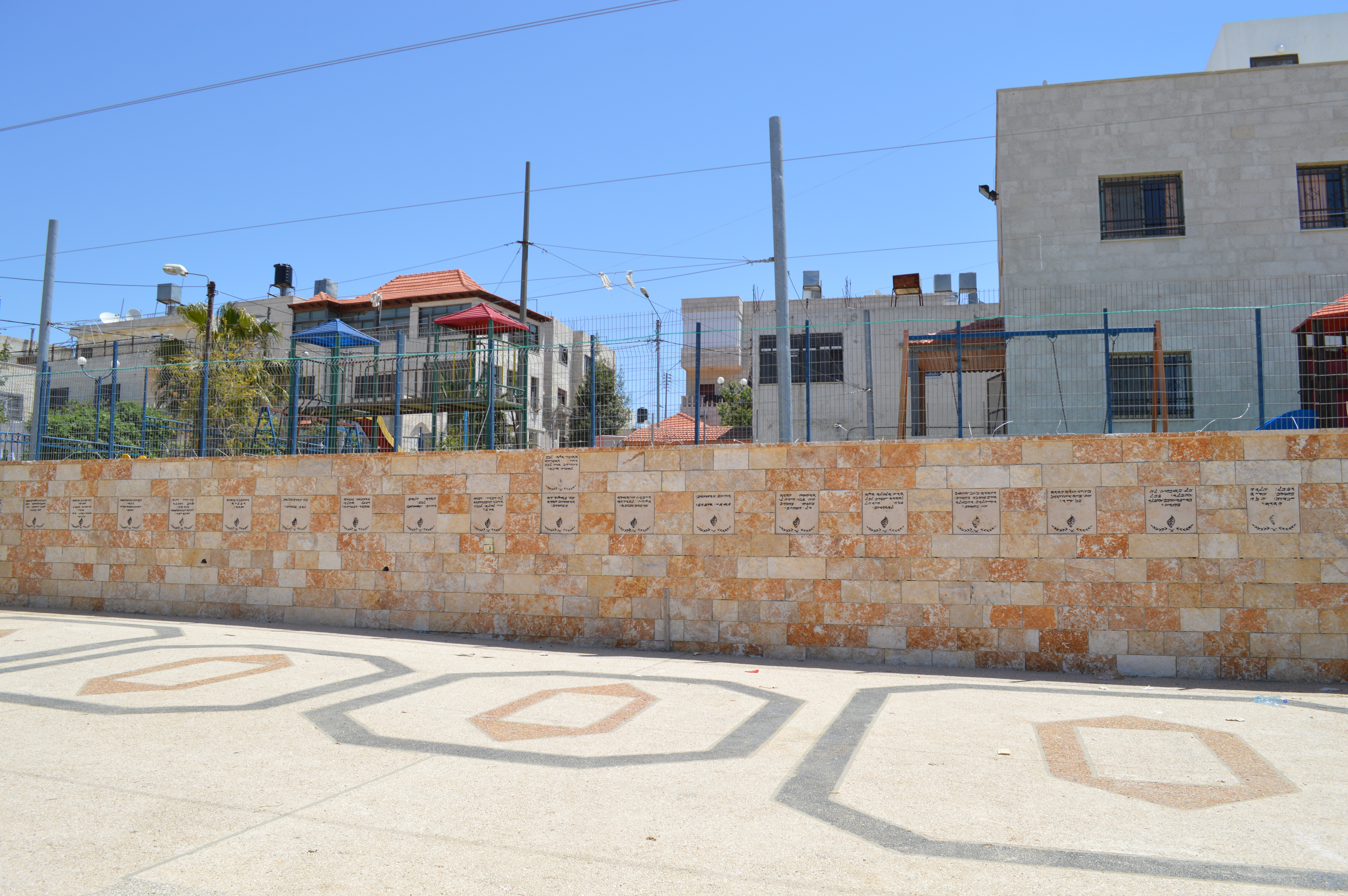
موقع التضحيَّة لعيد الفصح

## وصلات خارجية
- صورة جويّة لقرية لوزة على جبل جرزيم، نابلس